# ウルフ時光
ウルフ時光（ウルフ ときみつ、本名:時光 康夫（ときみつ やすお）、1977年5月21日 - ）は、日本の元プロボクサー。岡山県高梁市出身。第6代OPBF東洋太平洋ミニマム級王者。現役時代は倉敷守安ボクシングジムに所属していた。

## 来歴
1994年10月30日のプロデビュー戦は判定勝ち。
その後1998年2月にOPBF東洋太平洋ミニマム級王者ニコ・トーマスとOPBF東洋太平洋ミニマム級タイトルマッチを行い、12回判定勝ちでOPBF王座獲得。その後1回防衛して、王座返上。
翌1999年5月、WBC世界ミニマム級暫定王者ワンディ・シンワンチャーとWBC世界ミニマム級暫定タイトルマッチを行い、TKO負けで世界王座獲得に失敗。
そして2001年11月、WBC世界ミニマム級王者ホセ・アギーレとWBC世界ミニマム級タイトルマッチを行い、TKO負けで再び世界王座獲得に失敗。翌2002年5月、引退。
引退後はナックルファイトに参戦していた。

## 戦績
- プロ - 23戦19勝4敗（11KO）

## 獲得タイトル
- 第6代OPBF東洋太平洋ミニマム級王座（防衛1=返上）